# Norra divisionen

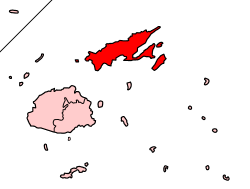
Karta över Fiji med den Norra divisionen markerad.

Norra divisionen är en av Fijis fyra divisioner. Dess administrativa centrum, där de huvudsakliga myndighetsbyggnaderna ligger, är Labasa.
Den norra divisionen täcker tre provinser: Macuata, Cakaudrove och Bua, och inkluderar hela ön Vanua Levu. Detta baseras på beslut från de fijianska provinserna, tillsammans med administrativa beslut. Norra divisionen är, förutom Lauöarnas exklusion, geografiskt identisk med Tovatakonfederationen.